# Charles Beresford
Lord Charles William de la Poer Beresford, 1. baron Beresford (10. února 1846, Curraghmore, Irsko – 6. září 1919, Berriedale, Skotsko) byl britský admirál, politik a spisovatel. V královském námořnictvu sloužil od roku 1859, byl účastníkem válečných konfliktů druhé poloviny 19. století. Hodnosti admirála dosáhl v roce 1906, před první světovou válkou byl vrchním velitelem loďstva ve Středomoří a Lamanšském průlivu. Byl též dlouholetým poslancem Dolní sněmovny za Konzervativní stranu. V roce 1916 získal titul barona a vstoupil do Sněmovny lordů.

## Životopis

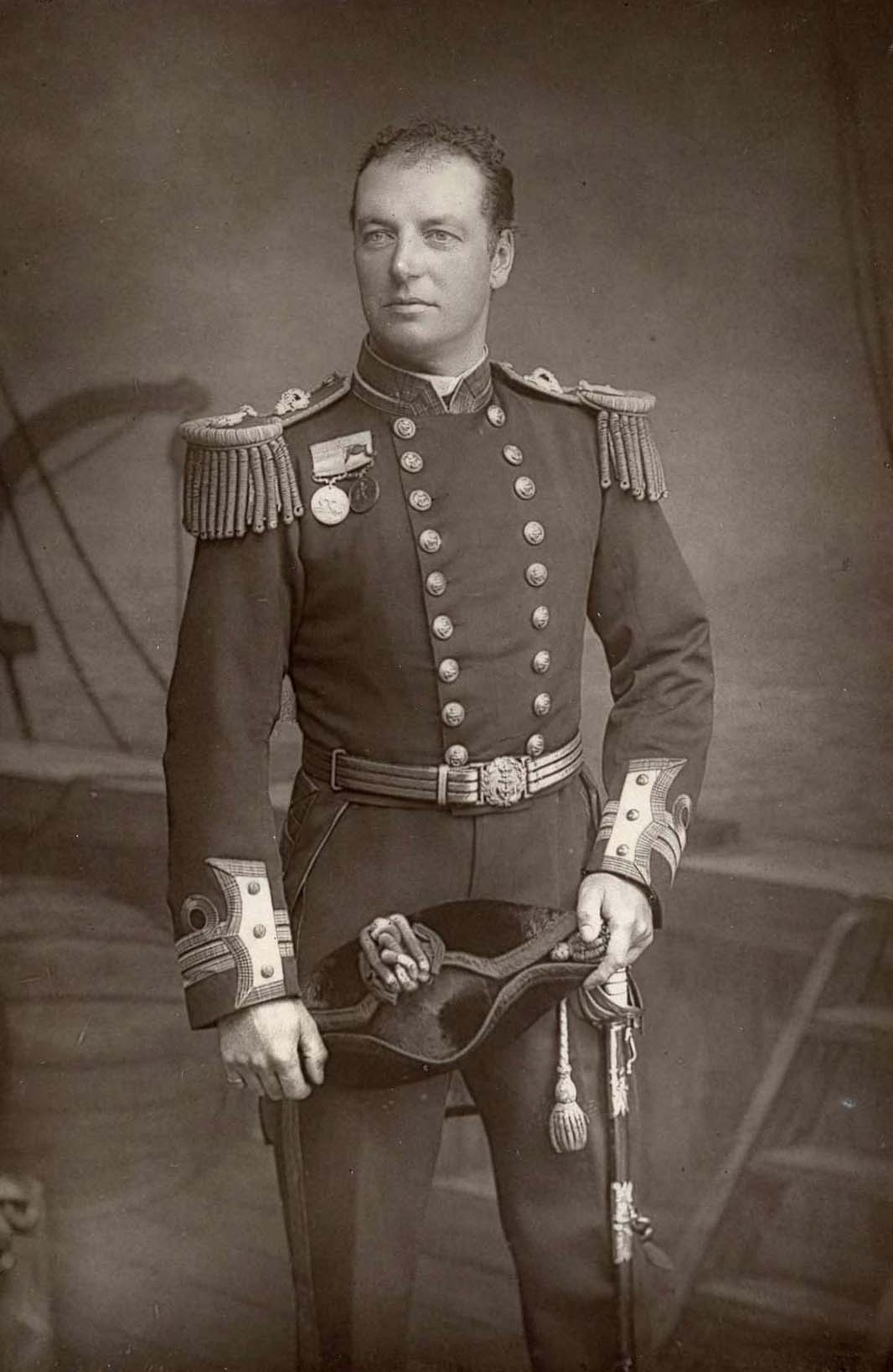
Lord Charles Beresford jako kapitán Royal Navy

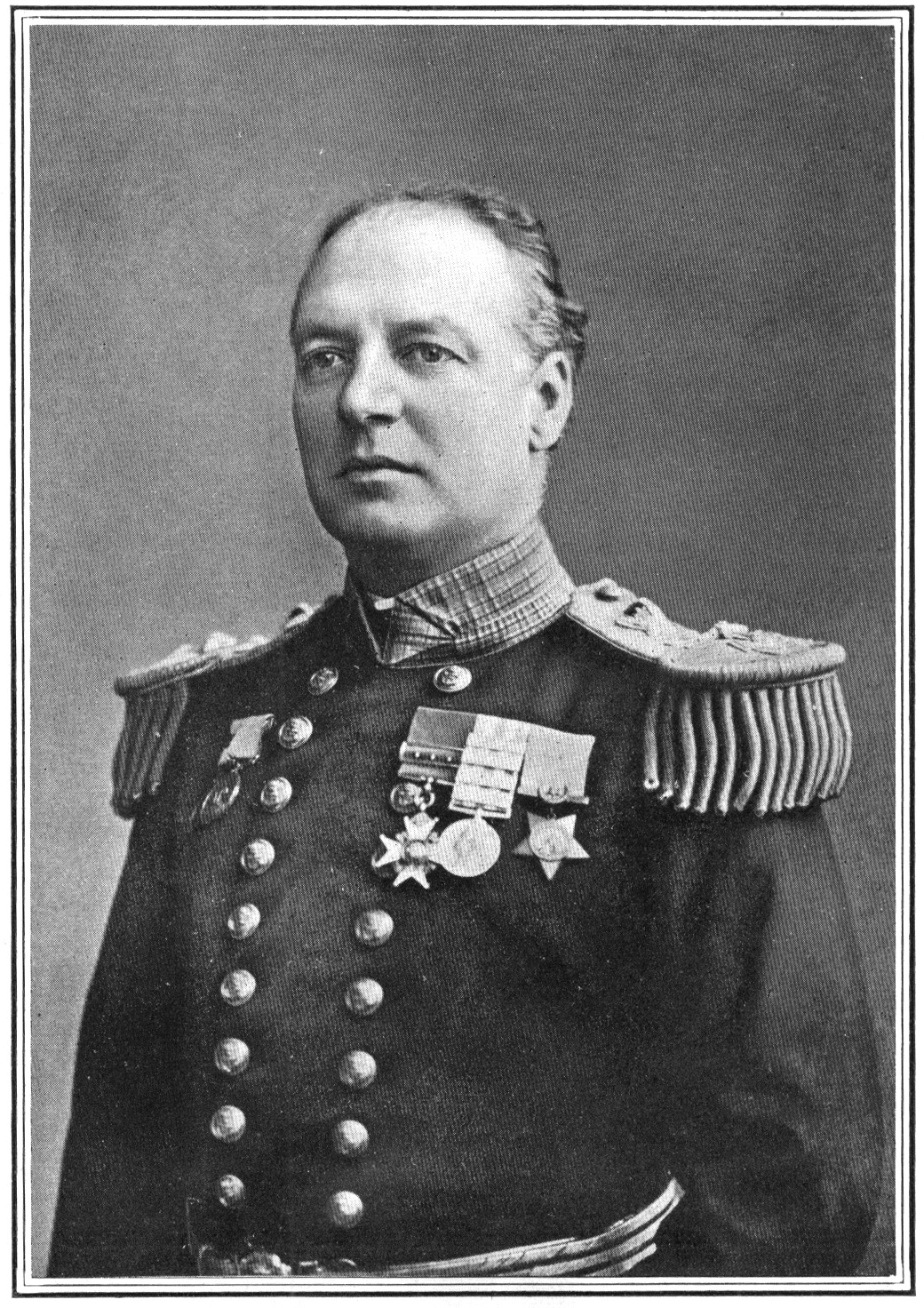
Lord Charles Beresford na fotografii z roku 1899

Pocházel ze staré šlechtické rodiny Beresfordů, narodil se na zámku Curraghmore House (hrabství Waterford, Irsko) jako druhorozený syn Johna Beresforda, 4. markýze z Waterfordu (1814–1866). Do Royal Navy vstoupil ve třinácti letech (1859), poté si jako kadet doplnil vzdělání a v roce 1861 absolvoval důstojnické zkoušky. Poté jako praporčík sloužil ve Středomoří, navštívil také Havajské ostrovy a Japonsko. V roce 1874 doprovázel prince waleského do Indie a v letech 1875–1876 byl jeho námořním pobočníkem. Mezitím byl zvolen poslancem Dolní sněmovny, kde zastupoval hrabství Waterford (1874–1880) a připojil se ke Konzervativní straně. Počátkem 80. let se zúčastnil válečných operací v Egyptě a v roce 1882 byl povýšen na kapitána. V letech 1884–1885 byl členem Gordonovy expedice do Súdánu a proslul bombardováním Alexandrie. V letech 1886–1892 byl mladším lordem admirality a v hodnosti kontradmirála (1897) byl jmenován námořním pobočníkem královny Viktorie. Souběžně byl znovu poslancem Dolní sněmovny (1885–1889, 1897–1900 a 1902–1903). V letech 1903–1905 byl vrchním velitelem loďstva v Lamanšském průlivu, poté zastával post velitele ve Středozemním moři (1905–1907). V roce 1905 dosáhl hodnosti viceadmirála a již o rok později byl povýšen na admirála (1906). V letech 1907–1909 byl znovu vrchním velitele v Lamanšském průlivu (Channel Fleet). Jeho ambice stát se prvním námořním lordem zůstaly nenaplněné, mimo jiné kvůli zdravotním problémům. Jako námořní důstojník byl penzionován v roce 1911. V letech 1910–1916 byl naposledy poslancem Dolní sněmovny a v této době zastupoval volební obvod přístav Portsmouth. Před první světovou válkou v parlamentu kritizoval politiku prvního lorda admirality Winstona Churchilla. V roce 1914 obdržel čestnou hodnost plukovníka Royal Marines. V roce 1916 získal titul barona a stal se členem Sněmovny lordů.
Během služby získal velkokříž Viktoriina řádu (1906) a velkokříže Řádu lázně (1911). Díky své blízkosti ke královské rodině obdržel také několik vyznamenání od zahraničních panovníků, byl nositelem tureckého Řádu Medžidie, velkokříže německého Řádu červené orlice, velkokříže řeckého Řádu Spasitele nebo velkokříže norského Řádu sv. Olafa. Ve Francii získal velkokříž Čestné legie. Byl autorem několika knih autobiografické povahy a získal čestné doktoráty na univerzitách v Oxfordu a Liverpoolu.
V roce 1878 se oženil s Minou Gardnerovou (1852–1922), dcerou poslance Dolní sněmovny Richarda Gardnera. Z jejich manželství se narodily dvě dcery, titul barona zanikl Charlesovým úmrtím.